# Europamästerskapen i rodel 2021
Europamästerskapen i rodel 2021 hölls mellan den 9 och 10 januari 2021 i Sigulda, Lettland. Det var femte gången Sigulda var värdstad för rodel-EM.

## Schema
Det tävlades i fyra grenar.
Alla tider är lokala (UTC+2).
| Datum      | Tid   | Gren            |
| ---------- | ----- | --------------- |
| 9 januari  | 11:30 | 1:a åket herrar |
| 9 januari  | 13:05 | 2:a åket herrar |
| 9 januari  | 15:10 | 1:a åket dubbel |
| 9 januari  | 16:30 | 2:a åket dubbel |
| 10 januari | 10:30 | 1:a åket damer  |
| 10 januari | 11:55 | 2:a åket damer  |
| 10 januari | 13:50 | Lagstafett      |

## Medaljsummering

### Medaljtabell
*   Värdland ( Lettland)
| Nr                  | Nation              | Guld | Silver | Brons | Totalt |
| ------------------- | ------------------- | ---- | ------ | ----- | ------ |
| 1                   | Ryssland            | 2    | 0      | 1     | 3      |
| 2                   | Tyskland            | 1    | 3      | 1     | 5      |
| 3                   | Lettland*           | 1    | 1      | 1     | 3      |
| 4                   | Italien             | 0    | 0      | 1     | 1      |
| Totalt (4 nationer) | Totalt (4 nationer) | 4    | 4      | 4     | 12     |

### Medaljörer
| Gren           | Guld                                                                                | Guld     | Silver                                                          | Silver   | Brons                                                               | Brons    |
| Singel, herrar | Felix Loch Tyskland                                                                 | 1.35,884 | Johannes Ludwig Tyskland                                        | 1.36,104 | Dominik Fischnaller Italien                                         | 1.36,171 |
| Singel, damer  | Tatjana Ivanova Ryssland                                                            | 1.23,594 | Natalie Geisenberger Tyskland                                   | 1.23,646 | Viktorija Demtjenko Ryssland                                        | 1.23,755 |
| Dubbel         | Lettland Andris Šics Juris Šics                                                     | 1.23,610 | Tyskland Tobias Wendl Tobias Arlt                               | 1.23,639 | Lettland Mārtiņš Bots Roberts Plūme                                 | 1.23,710 |
| Lagstafett     | Ryssland Tatjana Ivanova Semjon Pavlitjenko Vsevolod Kasjkin / Konstantin Korsjunov | 2.12,833 | Lettland Elīza Tiruma Artūrs Dārznieks Andris Šics / Juris Šics | 2.13,000 | Tyskland Natalie Geisenberger Felix Loch Tobias Wendl / Tobias Arlt | 2.13,022 |